# Infernal Overkill
Infernal Overkill este primul album al trupei germane de thrash metal Destruction, lansat pe data de 24 mai 1985.
Albumul a fost relansat pe data de 23 februarie 2018.

## Cântece
Toate cântecele scrise de Destruction.
| Nr.             | Titlu                          | Lungime |  |
| 1.              | „Invincible Force”             | 4:20    |  |
| 2.              | „Death Trap”                   | 5:49    |  |
| 3.              | „The Ritual”                   | 5:11    |  |
| 4.              | „Tormentor”                    | 5:06    |  |
| 5.              | „Bestial Invasion”             | 4:36    |  |
| 6.              | „Thrash Attack” (instrumental) | 2:56    |  |
| 7.              | „Antichrist”                   | 3:44    |  |
| 8.              | „Black Death”                  | 7:39    |  |
| Lungime totală: | Lungime totală:                | 39:26   |  |

## Personal
- Schmier - vocalist
- Mike Sifringer - chitarist
- Tommy Sandmann - baterist